# Marija Oksentijivna Primačenko
Marija Oksentijivna Primačenko (ukr. Марія Оксентіївна Примаченко); (Bolotnja, 1. siječnja 1908. - Bolotnja, 18. kolovoz 1997.); je ukrajinska slikarica folklorne umjetnosti i umjetnosti naive. Njezin rad je posebno poznat po neuobičajenom načinu crtanju i bojanju keramike koja uključuje ukrajinske narodne simbole i mitološke konotacije. Marija je rođena u ukrajinskom selu Bolotnja, u Kijevskoj oblasti, gdje je provela cijeli svoj život i svejedno postala prepoznata kao vrstan slikarski talent. 
Likovna djela Marije su iprepletena misterioznim i emotivnim elementima, koja su ispunjena vrlo starim ukrajinskim tradicionalnim utjecajima, često mitološkim. U svojim djelima često suprotstavlja dobro i zlo, nešto ružno nasuprot nečemu lijepom, što daje poseban kontrast i dinamiku. Autorska djela Marije Primačenko su tijekom njezina života bila često izložena u cijelom Sovjetskom Savezu, samoj Ukrajini i širom svijeta. 

## Biografija
Još kao mala, Marija je oboljela od dječje paralize što je jako utjecalo na njezin život, privatna stajališta socijalnog karaktera i profesionalnu karijeru općenito. U svojim radovima se osjetila njezina suosjećajnost za svako živo biće i samu prirodu. Njezina djela su objavljena u nekoliko svjetskih albuma te je ujedno primila ukrajinsku nacionalnu nagradu «Taras Ševčenko».
Njezin život kroz umjetnost je započeo njezinim sljedećim riječima: «Jednom, kao mlada djevojčica, pratila sam gakanje gusaka. Kada sam s njima otišla do pjeskovite plaže, na obali rijeke, nakon prelaska polja ispunjenog divljim cvijećem, počela sam slikati stvarno i imaginarno cvijeće sa štapićem na pijesku ... Kasnije, odlučila sam oslikavati zidove moje kuće u prirodnim tonovima. Nakon toga nikada nisam prestala crtati i slikati.» 

## Vanjske poveznice
- The unique art of Maria Primachenko (born, 1908)
- Galerija slika Marije Primačenko  Arhivirana inačica izvorne stranice od 28. veljače 2009. (Wayback Machine)
- Mediji o umjetnici Mariji Primačenko